# Jaskinia Ignatiewska
Jaskinia Ignatiewska (ros. Игнатьевская пещера) – jaskinia w Rosji, na Uralu Południowym, nad brzegiem rzeki Sim (dopływ Biełajej). Stanowisko archeologiczne.
Jaskinia położona jest na wysokości ok. 500 m n.p.m., wejście znajduje się 12 m nad poziomem gruntu. Prowadzi od niego korytarz wstępny o długości 60 m, przechodzący następnie w korytarz główny o długości 46 m, za którym rozciąga się system galerii położonych na dwóch poziomach. Cały system liczy łącznie ponad 600 m długości.

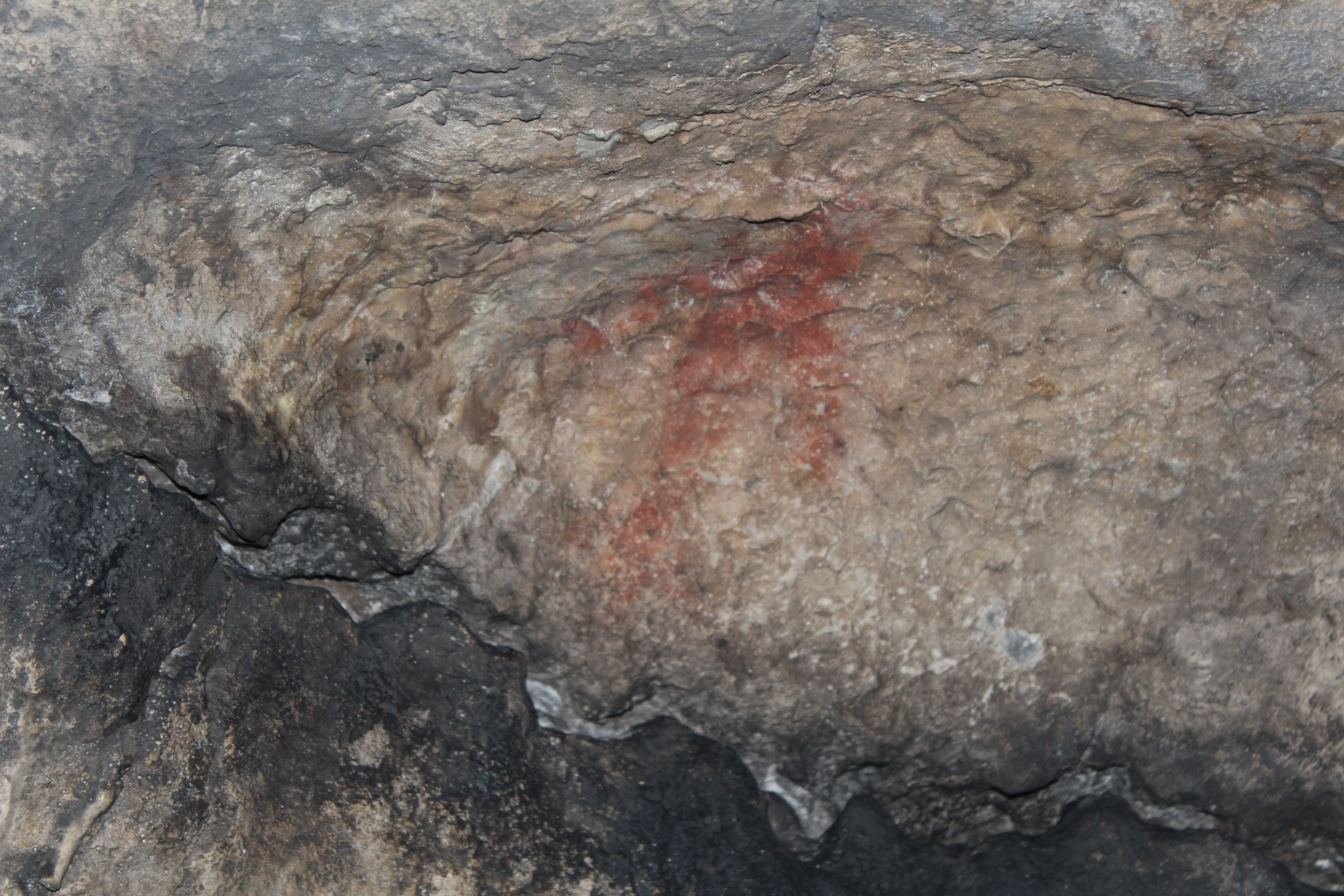
Wykonane ochrą malowidło w Jaskini Ignatiewskiej

Jaskinia wzmiankowana jest po raz pierwszy w źródłach z XIX wieku. W 1968 roku rozpoczęto w niej prace archeologiczne. W ich trakcie w 1980 roku odkryto grupę ponad 50 malowideł wykonanych czerwonymi i czarnymi barwnikami, przedstawiających mamuty, konie, nosorożce włochate, tury, wielbłądy, a także abstrakcyjne znaki geometryczne i schematycznie zarysowane postaci antropomorficzne. Chronologię jaskini pierwotnie ustalono na 15–14 tysięcy lat BP, chociaż nowsze datowania radiowęglowe malowideł sugerują, że przynajmniej część z nich jest młodsza i powstała 8–7 tys. lat BP.